# Єжи Душинський
Єжи Душинський (пол. Jerzy Duszyński; 15 травня 1917 — 23 липня 1978) — польський актор театру, кіно і телебачення.

## Біографія
Єжи Душинський народився 15 травня 1917 року в Москві. Дебютував в Польському театрі у Варшаві в 1939 році. Акторську освіту здобув в Державному інституті театрального мистецтва у Варшаві, який закінчив в 1939 році. Актор театрів у Вільнюсі, Білостоці, Лодзі та Варшаві. Виступав в спектаклях «Театру телебачення» в 1964—1978 роках.
Помер 23 липня 1978 року в Варшаві. Похований на кладовищі Старі Повонзкі.

## Вибрана фільмографія
- 1946 — Заборонені пісеньки
- 1948 — Скарб
- 1970 — Пригоди каноніра Доласа, або Як я разв'язав Другу світову війну